# 大連人職業足球倶楽部
大連人職業足球倶楽部（大连人职业足球俱乐部）は、かつて中国遼寧省大連市をホームタウンとしていたプロサッカークラブ。2024年に解散した。2020年1月までのチーム名は、大連一方足球倶楽部（大连一方足球俱乐部）。

## 概要
チーム名は大連に拠点を置き建築工事を主な事業とする大連阿爾浜集団有限公司がスポンサーとなっていることに由来する。

## 歴史

### 2009年（クラブ創設）
大連阿爾浜集団有限公司が親会社となり、9月に大連阿爾浜足球倶楽部（大连阿尔滨足球俱乐部）として発足。大連経済技術開発区内にある大連大学体育场をホームスタジアムとして活動を始める。

### 2010年（乙級）
最も下のリーグである中国乙級リーグ（3部リーグ）から参加。2010年度乙級リーグで優勝し、甲級リーグ（2部リーグ）へ昇格。

### 2011年（甲級）
中国甲級リーグで優勝し、超級リーグ（1部リーグ）に昇格。

### 2012年-2014年（超級）
2014年
リーグ戦30試合6勝11分13敗という成績で15位に終わり、甲級リーグ（2部リーグ）へ降格。

### 2015年-2017年（甲級）
2015年
張佳祺が広州恒大へ移籍。
2016年
チーム名を「大連一方足球倶楽部」へ変更。
2017年
中国甲級リーグで優勝し、超級リーグ（1部リーグ）に昇格。

### 2018年-（超級）
2018年
開幕前に大幅資金投入し、アトレティコ・マドリードからベルギー代表FWカラスコ、アルゼンチン代表MFニコラス・ガイタン、サウサンプトンからポルトガル代表DFジョゼ・フォンテを獲得。しかし開幕戦で上海上港に0-8で大敗するなど3連敗し、馬林監督を解任しベルント・シュスター監督を招聘。最終節で長春亜泰に2-0で勝利し残留を確定させ、リーグ戦10勝5分15敗で11位に終わった。
2019年
2月11日に崔康熙監督が就任。2月14日にはSSCナポリからスロバキア代表MFマレク・ハムシクを獲得。レバンテからガーナ代表FWエマニュアル・ボアテングを獲得。ニコラス・ガイタンをシカゴ・ファイアーに放出。趙明剣（河北華夏から）秦升（上海申花）李建濱（上海申花）趙旭日（天津天海）鄭龍(広州恒大)楊善平(天津天海)ら中国代表クラスを獲得した。しかし成績低迷し7月1日に崔康熙は退任。翌日にラファエル・ベニテス監督が就任した。
2020年
1月21日に、チームのロゴと、チーム名を大連一方足球倶楽部（大连一方足球俱乐部）から大連人職業足球倶楽部（大连人职业足球俱乐部）に変更した。
2024年
1月17日、2024年シーズンへのライセンスが降りなかったとしてクラブの即時解散を発表した。クラブは声明で「歴史的な負債によりクラブの正常な運営ができず、最終的に2024年シーズンに参加するためのリーグ審査を通過できなかった」と説明した。

## タイトル

### 国内タイトル
- 中国サッカー・甲級リーグ：1回
  - 2017

- 中国サッカー・甲級リーグ：1回
  - 2011
- 中国サッカー・乙級リーグ：1回
  - 2010

## 過去の成績
| シーズン | ディビジョン | ディビジョン | ディビジョン | ディビジョン | ディビジョン | ディビジョン | ディビジョン | ディビジョン | ディビジョン | ディビジョン | カップ       |
| シーズン | リーグ       | 試           | 勝           | 分           | 敗           | 得           | 失           | 差           | 点           | 順位         | カップ       |
| -------- | ------------ | ------------ | ------------ | ------------ | ------------ | ------------ | ------------ | ------------ | ------------ | ------------ | ------------ |
| 2010     | 乙級リーグ   | 21           | 14           | 3            | 4            | 37           | 14           | +23          | 34           | 1位          | -            |
| 2011     | 甲級リーグ   | 26           | 16           | 6            | 4            | 45           | 20           | +25          | 54           | 1位          | 2回戦敗退    |
| 2012     | 超級リーグ   | 30           | 11           | 11           | 8            | 51           | 46           | +5           | 45           | 5位          | 4回戦敗退    |
| 2013     | 超級リーグ   | 30           | 11           | 8            | 11           | 40           | 43           | −3           | 41           | 5位          | 準々決勝敗退 |
| 2014     | 超級リーグ   | 30           | 6            | 11           | 13           | 32           | 45           | −13          | 29           | 15位         | 3回戦敗退    |
| 2015     | 甲級リーグ   | 30           | 17           | 7            | 6            | 46           | 22           | +24          | 58           | 3位          | 3回戦敗退    |
| 2016     | 甲級リーグ   | 30           | 14           | 3            | 13           | 43           | 44           | -1           | 45           | 5位          | 3回戦敗退    |
| 2017     | 甲級リーグ   | 30           | 19           | 7            | 4            | 48           | 23           | +25          | 64           | 1位          | 3回戦敗退    |
| 2018     | 超級リーグ   | 30           | 10           | 5            | 15           | 37           | 57           | -20          | 35           | 11位         | 準決勝敗退   |
| 2019     | 超級リーグ   | 30           | 10           | 8            | 12           | 44           | 51           | −7           | 38           | 9位          | 準決勝敗退   |
| 2020     | 超級リーグ   | 20           |              |              |              |              |              |              |              | 12位         |              |

- 2020シーズンは新型コロナウイルス感染拡大の影響により、8チームずつ2つのグループに分かれて予選を行い、各グループ上位4チーム計8チームが優勝を争う決勝トーナメントに、下位4チーム計8チームが降格を争う残留プレーオフに進む形で開催された。

## 現所属メンバー
2019年3月1日
注：選手の国籍表記はFIFAの定めた代表資格ルールに基づく。
| No. | Pos. |                | 選手名                     |
| --- | ---- | -------------- | -------------------------- |
| 1   | GK   | 中華人民共和国 | 張翀                       |
| 2   | DF   | 中華人民共和国 | 趙明剣                     |
| 3   | DF   | 中華人民共和国 | 単鵬飛                     |
| 4   | DF   | 中華人民共和国 | 李帥                       |
| 5   | FW   | 香港           | アレックス・タヨ・アカンデ |
| 6   | MF   | 中華人民共和国 | 朱暁剛                     |
| 7   | DF   | 中華人民共和国 | 趙旭日                     |
| 8   | MF   | 中華人民共和国 | 朱挺                       |
| 11  | MF   | 中華人民共和国 | 孫国文                     |
| 12  | DF   | 中華人民共和国 | 周挺                       |
| 13  | DF   | 中華人民共和国 | 王耀鵬                     |
| 14  | DF   | 中華人民共和国 | 黄嘉輝                     |
| 16  | MF   | 中華人民共和国 | 秦昇                       |
| 18  | DF   | 中華人民共和国 | 何宇鵬                     |

| No. | Pos. |                | 選手名                   |
| --- | ---- | -------------- | ------------------------ |
| 19  | GK   | 中華人民共和国 | 于子千                   |
| 20  | MF   | 中華人民共和国 | 汪晋賢                   |
| 21  | MF   | ガーナ         | エマニュエル・ボアテング |
| 22  | DF   | 中華人民共和国 | 董岩鋒                   |
| 23  | GK   | 中華人民共和国 | 陳俊林                   |
| 24  | MF   | 中華人民共和国 | 楊磊                     |
| 25  | DF   | 中華人民共和国 | 李建浜                   |
| 26  | MF   | 中華人民共和国 | 崔明安                   |
| 28  | MF   | 中華人民共和国 | 張慧                     |
| 29  | MF   | 中華人民共和国 | 孫鉑                     |
| 30  | DF   | スウェーデン   | マルクス・ダニエルソン   |
| 31  | MF   | 中華人民共和国 | 鄭龍                     |
| 33  | DF   | 中華人民共和国 | 趙学斌                   |
| 35  | DF   | 中華人民共和国 | 楊善平                   |
| 38  | MF   | 中華人民共和国 | 楊芳志                   |

## 歴代監督
- 孫賢禄 2010
- アレクサンダー・スタンコフ 2011
- 張外龍 2012
- アレクサンダル・スタノイェヴィッチ 2012
- 徐弘 2012-2013
- シモ・クルニッチ 2013
- 馬林 2013-2014
- 倉田安治 2014
- ミカエル・スターラ 2015-2016
- ミリンコ・パンティッチ 2016
- フアン・ラモン・ロペス・カロ 2016-2017
- 馬林 2018
- ベルント・シュスター 2018-2019
- 崔康熙 2019
- ラファエル・ベニテス 2019-2021

## 歴代所属選手
- キリル・コテフ（英語版） 2011
- リー・アディ 2012-2013
- 于大宝 2012-
- ファビオ・ロッケンバック 2012-2013
- ミル・ステリョフスキー 2012
- セイドゥ・ケイタ 2012-2013
- ピーター・ウタカ 2012-2013
- ヤニック・カラスコ 2018-2020
- ホセ・サロモン・ロンドン 2019-2021